# Lista över strålningsincidenter i Sverige
Denna lista över strålningsincidenter i Sverige listar incidenter som har graderats till två eller högre enligt Ines-skalan. Ines-skalan, International Nuclear Event Scale, är en sjugradig skala som utarbetats av FN:s atomenergiorgan IAEA för att gradera allvarliga incidenter och olyckor i världens kärnkraftverk och andra strålkällor samt vid transporter och framtagning av råmaterial eller hantering av dessa. Ju högre nummer desto allvarligare händelse respektive olycka. Den infördes 1991 men det förekommer att även tidigare incidenter och olyckor har graderats med den. Årsskiftet 2001-2002 inträffade en incident vid en transport av radioaktivt material som graderades till INES 3, det är den allvarligaste graderade incidenten för svenskt vidkommande (2020).

## INES 3
| Datum      | Anläggning | Kort beskrivning |
| ---------- | ---------- | --- |
| 2002−01−02 | Studsvik   | Studsvik Nuclear AB skickade tre stycken 37 mm höga kapslar med pellets av den radioaktiva isotopen iridium-192 i en strålskyddad behållare typ 2835 A 27 december 2001. Kapslarna innehöll ungefär 1000 stycken pellets med en totalvikt på 21,5 gram. Behållaren 2835 A är cylindrisk med diameter 43 cm, höjd 54 cm och väger 126 kg. Materialet skulle användas av ett företag i Louisiana som fotograferar svetsfogar i metallkonstruktioner. En av kapslarna öppnades och pellets kom ut från behållarens strålningsbarriär. Detta upptäcktes vid ankomsten till en lastterminal i New Orleans den andra januari 2002. |

## INES 2
| Datum      | Anläggning                    | Kort beskrivning |
| ---------- | ----------------------------- | --- |
| 2017−09−21 | Studsvik                      | Brandlarm gick igång och inergengas sprutats in i cellerna där man arbetar med använd kärnbränsle vilket gjorde att den kontaminerade luften i cellerna kom ut i serviceutrymmet, transporthallen och manipulatorlokalen samt labben. |
| 2016       | Norrlands universitetssjukhus | Cyklotron var i drift med öppen bunkerdörr. |
| 2010−12−03 | Aitikgruvan                   | Flera personer utsattes för strålning vid felsökning och reparation av en röntgenutrustning som används för att analysera metallhalten i malm. |
| 2006−07−25 | Forsmark 1                    | Efter en kortslutning i ett yttre ställverk som ansluter anläggningen till det nationella stamnätet. Kortslutningen gjorde att Forsmark 1:s automatiska säkerhetssystem snabbstoppade och stängde ner reaktorn. Vid händelsen påverkades utrustning som är viktig för säkerheten så att den inte fungerade som avsett.                                |
| 1999−05−25 | Barsebäck 2                   | Vid provning av sötvattenskylningens två kanaler stängdes båda kanalerna av och sötvattenskylningen upphörde tillfälligt. |
| 1997−09−27 | Ringhals 4                    | Två ventiler till reaktorinneslutningens strilsystem var felaktigt stängda vid igångsättning efter bränslestavbyte. Strilsystemet ska hålla nere trycket i reaktorinneslutningen vid haveri. |
| 1996−11−01 | Oskarshamn 2                  | Efter bränslebyte var två reservpumpar för fyllning av kylvatten vid ett haveri utan ström. |
| 1995−10−19 | Studsvik R2-0                 | En person utsattes för allt för hög strålningsnivå vid forskningsreaktorn. |
| 1994−10−03 | Ringhals 2                    | Efter ett snabbstopp upptäcktes att säkerhetsventilerna i huvudångledningarna öppnade inte vid förväntat tryck. Testmetoden för ventilerna innan montering var inte applicerbara till drift och därför visade ventilerna på rektorerna 3 och 4 samma brist. Ventilerna fungerade så tillvida att de öppnade vid ett tryck under konstruktionstrycket. |
| 1992−07−28 | Barsebäck 2                   | Den så kallade silhändelsen. En säkerhetsventil öppnade efter en återuppstart. Därför startade nödkylsystemet. Ångan från säkerhetsventilen spolade bort isolering som täppte igen filtren till nödkylsystemets pumpar. |
| 1987−07-24 | Oskarshamn 3                  | Lokala kritiska mätningar påbörjade utan att snabbstoppssystemet var driftklart. |